# Louisburgh
Louisburgh (iriska: Cluain Cearbán) är en ort i republiken Irland.   Den ligger i grevskapet Maigh Eo och provinsen Connacht, i den nordvästra delen av landet, 240 km väster om huvudstaden Dublin. Louisburgh ligger 4 meter över havet och antalet invånare är 422.
Terrängen runt Louisburgh är platt åt nordväst, men åt sydost är den kuperad. Havet är nära Louisburgh åt nordväst. Runt Louisburgh är det glesbefolkat, med 12 invånare per kvadratkilometer. Louisburgh är det största samhället i trakten. Trakten runt Louisburgh består i huvudsak av gräsmarker.